# Unimog 406
Der Unimog 406 ist ein Fahrzeug aus der von der Daimler-Benz AG gebauten Unimog-Reihe. Er wurde zwischen 1963 und 1989 im Mercedes-Benz-Werk Gaggenau insgesamt 37.069 Mal hergestellt. 406 ist die erste Baureihe mittelschwerer Unimogs.
Im Vergleich zu den Baureihen Unimog 401 bzw. Unimog 411 haben die Fahrzeuge einen auf 2380 mm verlängerten Radstand sowie mehr als die doppelte Motorleistung. Anders als im ursprünglichen Unimog wurde kein Pkw-, sondern ein großvolumiger Nutzfahrzeugmotor eingebaut. Als erster Vertreter der mittelschweren Unimog-Modellfamilie hatte er ein völlig neues Erscheinungsbild. Spätere Unimog-Baureihen basieren teilweise technisch und optisch auf dem 406. Insgesamt gab es elf verschiedene Baumuster des 406, die in vier verschiedenen Modellvarianten (U 65 bis U 84) angeboten und mit zwei- oder viertüriger Kabine sowie als Cabrio geliefert werden konnten. Darüber hinaus gab es den 406 für Fremdhersteller als Triebkopf eine Variante, bei der nur ein „halber“ Unimog geliefert wird, dem das Heck fehlt.
Während seiner langen Produktionsphase wurde der Unimog 406 mehrmals technisch überarbeitet. Die erste Überarbeitung gab es bereits 1964, als der Vorkammer-Dieselmotor OM 312 durch den Direkteinspritzer OM 352 ersetzt wurde. Ab 1973 hatte der 406 Scheibenbremsen. Für viele Unimog-Liebhaber ist der 406 mit seinem Einsatzgebiet in Land- und Forstwirtschaft der klassische Unimog schlechthin. „Das Fahrzeug war ein Volltreffer und verkörperte die Bezeichnung Universal-Motor-Gerät von allen bisherigen Unimogs am besten.“

## Geschichte

### Konzeption und Entwicklung
Das ursprüngliche Unimogkonzept wurde sowohl von Kunden als auch von Anbaugeräteherstellern geschätzt. Anfang der 1960er Jahre kam allerdings die Nachfrage nach einer schweren Unimogbaureihe auf, die dem Trend leistungsstärkerer Schlepper folgte und durch eine Veränderung der deutschen Landwirtschaft von einer personalintensiven hin zu einer mechanisierten Arbeitsweise ausgelöst worden war. Das führte zum Ende des Schlepperbooms Mitte der 1960er Jahre, einer Nachfrage nach kleinen leistungsschwachen Schleppern. Der Anfang der 1960er Jahre angebotene leistungsstärkste Unimog Typ 411 hatte einen 34 PS (25 kW) starken Dieselmotor, der für einige Einsatzzwecke als zu leistungsschwach erachtet wurde. Analysten bei Daimler-Benz warnten davor, dass die jährliche Produktionsrate des Unimog 411 nach 1960 unter 3000 Fahrzeuge im Jahr fallen würde. Dieser Punkt war 1964 erreicht. Ebenso war abzusehen, dass die Produktion des militärischen Unimogs 404 rückläufig werden würde, da die Bundeswehr die meisten ihrer Regimenter und Bataillone mit einer ausreichenden Zahl von Fahrzeugen dieses Typs ausgestattet hatte. Deshalb entschied sich Daimler-Benz, einen leistungsfähigeren Unimog zu entwickeln: den 406.
Im Jahr 1960 war das Lastenheft fertiggestellt. Der 406 sollte weiterhin ein land- und forstwirtschaftliches Fahrzeug sein, aber einen größeren Radstand, eine größere Höchstgeschwindigkeit, den gekröpften Rahmen des Unimog 404 und einen leistungsfähigeren Motor haben. Drei Aufbauvarianten waren geplant: Ein Cabrio, eine geschlossene Kabine und eine geschlossene Doppelkabine. Das ursprüngliche Konzept sah den Vierzylinder-Dieselmotor OM 314 mit Direkteinspritzung und einer Leistung von 54 PS (40 kW) vor. Da der Chefentwickler Heinrich Rößler diesen Motor ablehnte, wurde beschlossen, stattdessen den Sechszylindermotor OM 352 einzubauen. Von Dunlop und Continental mussten speziell für den 406 neue Reifen entwickelt werden. Darüber hinaus war ein neues Hydrauliksystem für den Antrieb neuer Anbaugeräte vonnöten. Des Weiteren wurden für die gesteigerte Motorleistung Antriebsstrang und Getriebe neu konstruiert. Die neuen Fahrerhäuser erforderten den Bau neuer 1000-Megapond-Stahlblechpressen mit einer Kraft von 9.807 kN im Unimogwerk in Gaggenau.
Die ersten Prototypen wurden 1961 getestet, Prototyp 1 war ein getarntes Fahrzeug ohne Unimog-Emblem und Mercedesstern. Er hatte bereits ein dem Serienmodell ähnelndes Fahrerhaus und die Stoßstange des Unimog 404. Der Prototyp Nr. 2 erhielt das Fahrerhaus des Serienmodells und ebenfalls die Stoßstange des 404. Die öffentliche Vorstellung des Unimog 406 fand auf der DLG-Ausstellung 1962 in München statt und wurde vom Daimler-Benz-Vorstand geleitet. Im Vorfeld der Präsentation am 20. Mai 1962 wurden viele Kleinigkeiten am Unimog kurzfristig geändert und es wurde viel improvisiert. Die Daimler-Benz AG teilte die Nutzfahrzeugproduktion im Werk Gaggenau im Jahr 1963 auf: Während die Lkw-Produktion in das neue Werk in Wörth umzog, blieb die Unimog-Produktion in Gaggenau. So konnte mehr Produktionskapazität für den Unimog 406 genutzt werden. Im ersten Produktionsjahr 1963 wurden 800 Unimog 406 produziert, von denen die ersten 100 Stück als Vorserienmodelle eingestuft wurden. Das erste Modell der Baureihe 406 war der U 65.
Während der späten 1960er Jahre entwickelte sich der Unimog 406 zu einer beliebten Baureihe, obwohl der weniger leistungsfähige und preiswertere Unimog 403 mit einem kleineren Industriemotor von 54 PS (40 kW) und der Unimog 421 mit einem Pkw-Motor von 40 PS (29,5 kW) ab 1966 als Erweiterung der Unimog-Familie erhältlich waren. Jährliche Baumusteränderungen verbesserten die Qualität des Unimogs, die größten Produktionszahlen wurden in der ersten Hälfte der 1970er Jahre erreicht. Mit dem Beginn der Serienproduktion der schweren Baureihe mit den Baumustern 425 im Jahr 1974 und 435 im Jahr 1975 ließ die Nachfrage nach dem 406 stark nach. Die jährlichen Veränderungen wurden minimiert, und ab 1979 wurde der 406 nicht mehr nennenswert weiterentwickelt. Schon bald wurde der nun nur mehr mittelschwere 406 sehr unbeliebt und die jährlichen Produktionszahlen sanken während der gesamten 1980er Jahre durchschnittlich auf nur noch 380 Fahrzeuge. Im Jahr 1989 wurde die Fertigung nach 27 Produktionsjahren eingestellt.

### Jährliche Baureihenveränderung
1964

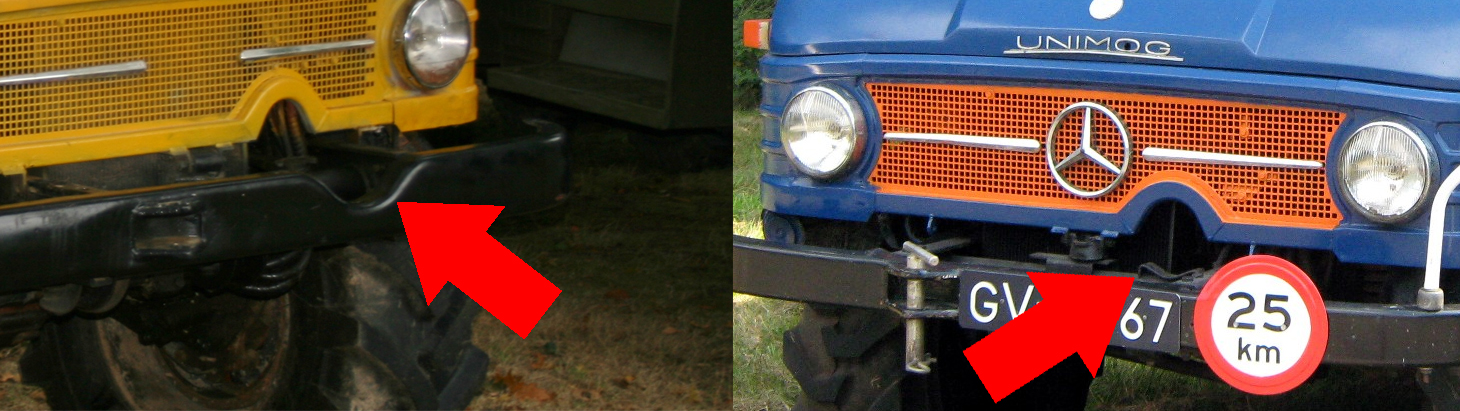
Links: 1974er-Modell – Rechts: 1963er-Modell
Die Einbuchtung in der Stoßstange für die Frontzapfwelle wurde 1964 hinzugefügt, der rechte Unimog hat sie nicht.

Wegen eines Mangels an Motoren des Typs OM 352 wurden die ersten 1766 Serienfahrzeuge sowie die Prototypen mit dem Vorkammermotor OM 312 ausgerüstet, der auf 65 PS (48 kW) gedrosselt wurde. Ab 1964 waren Motoren des Typs OM 352 in ausreichender Stückzahl vorhanden und wurden stattdessen eingebaut, ebenfalls auf 65 PS gedrosselt. Diese Leistung stellte sich für einige Anwendungsbereiche des Unimog 406 als nicht ausreichend heraus, sodass Daimler-Benz später entschied, leistungsfähigere Modelle anzubieten. Weitere Veränderungen 1964 waren eine Rockinger-Anhängerkupplung, eine Ausbuchtung für die Frontzapfwelle in der vorderen Stoßstange, ein neuer Drucklufttank mit nun 27 statt 20 Litern Fassungsvermögen, verstärkte Federn, neue Portalachsen sowie neue Felgen ohne die im 90°-Winkel zueinander stehenden vier Schlitze.
1965
Im Jahr 1965 begann die Produktion des Unimog 416 sowie der Triebkopfbaumuster 406.130 und 406.131. Der 406 wurde mit neuen Kotflügeln, einer neuen Kupplung und nun rechteckigen Rückleuchten ausgestattet. Um die hintere Zapfwelle gemäß den Bestimmungen der DIN- und ISO-Norm unterhalb der Anhängerkupplung anbringen zu können, bot Daimler-Benz ein Zapfwellenverlegungsgetriebe an.
1966

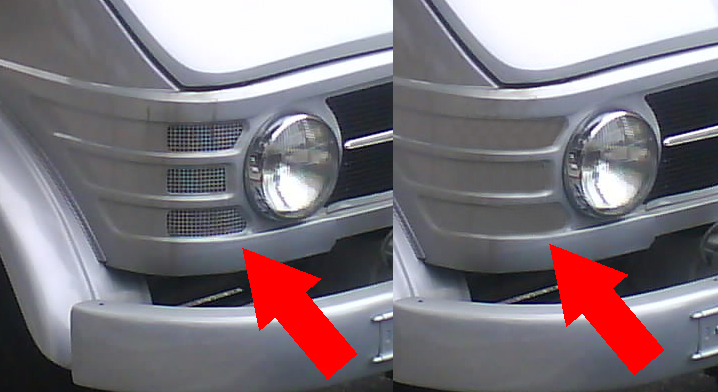
Links: 1965er-Modell – Rechts: 1966er-Modell
Die Lüftungsschlitze für Heizung und Innenraumbelüftung neben den Scheinwerfern wurden 1966 entfernt und durch Schlitze bei den Blinkern ersetzt.

Für die Unimogherstellung war das Jahr 1966 bedeutend. Ein Kippmechanismus für das Fahrerhaus wurde eingeführt, sodass nun für Wartungsarbeiten das Fahrerhaus nach vorn geklappt werden konnte. Neu waren ferner die abnehmbare Motorhaube und eine neue Windschutzscheibe. Die Lüftungsschlitze für Heizung und Belüftung neben den Scheinwerfern wurden entfernt und durch Lüftungsschlitze bei den Blinkern ersetzt. Die Produktion des Modells U 65 wurde eingestellt, stattdessen kam der U 70 ins Programm, dessen Motor 70 PS (51 kW) leistet. Mit dem U 70 wurde auch die Doppelkabine zum ersten Mal angeboten. Der Antriebsstrang wurde überarbeitet; so wurden verstärkte Laufradvorgelege und neue Portalachsen eingebaut sowie das Schweißverfahren für die Schubrohre verbessert. Veränderungen am elektrischen System enthielten einen elektrischen Thermostat und eine neue Lichtmaschine mit einem externen Regler. Ebenso wurde der Hauptbremszylinder überarbeitet und Teile der Innenausstattung wurden ersetzt.
1967
Das Jahr 1967 brachte nur kleine Veränderungen mit sich. Die Sitze wurden ergonomischer gestaltet und der Rückspiegel überarbeitet. Außerdem wurden die Portalachsen modifiziert.
1968
1968 wurde das sogenannte F-Getriebe durch das G-Getriebe ersetzt (weitere Informationen dazu im Abschnitt Getriebe.) Darüber hinaus erhielt der 406 einen neuen Regler für das Pneumatiksystem, einen Ausgleichbehälter für den Ölkreislauf der Servolenkung und neue Außenspiegel.
1969
Mit den Modellveränderungen 1969 führte Daimler-Benz die klappbare Frontscheibe beim Cabrio ein und rüstete die Modelle mit geschlossenem Fahrerhaus mit größeren Lüftungsgittern aus. Das Modell U 80 wurde in die Modellpalette aufgenommen, bei allen Modellen wurden die Türen verstärkt.
1970

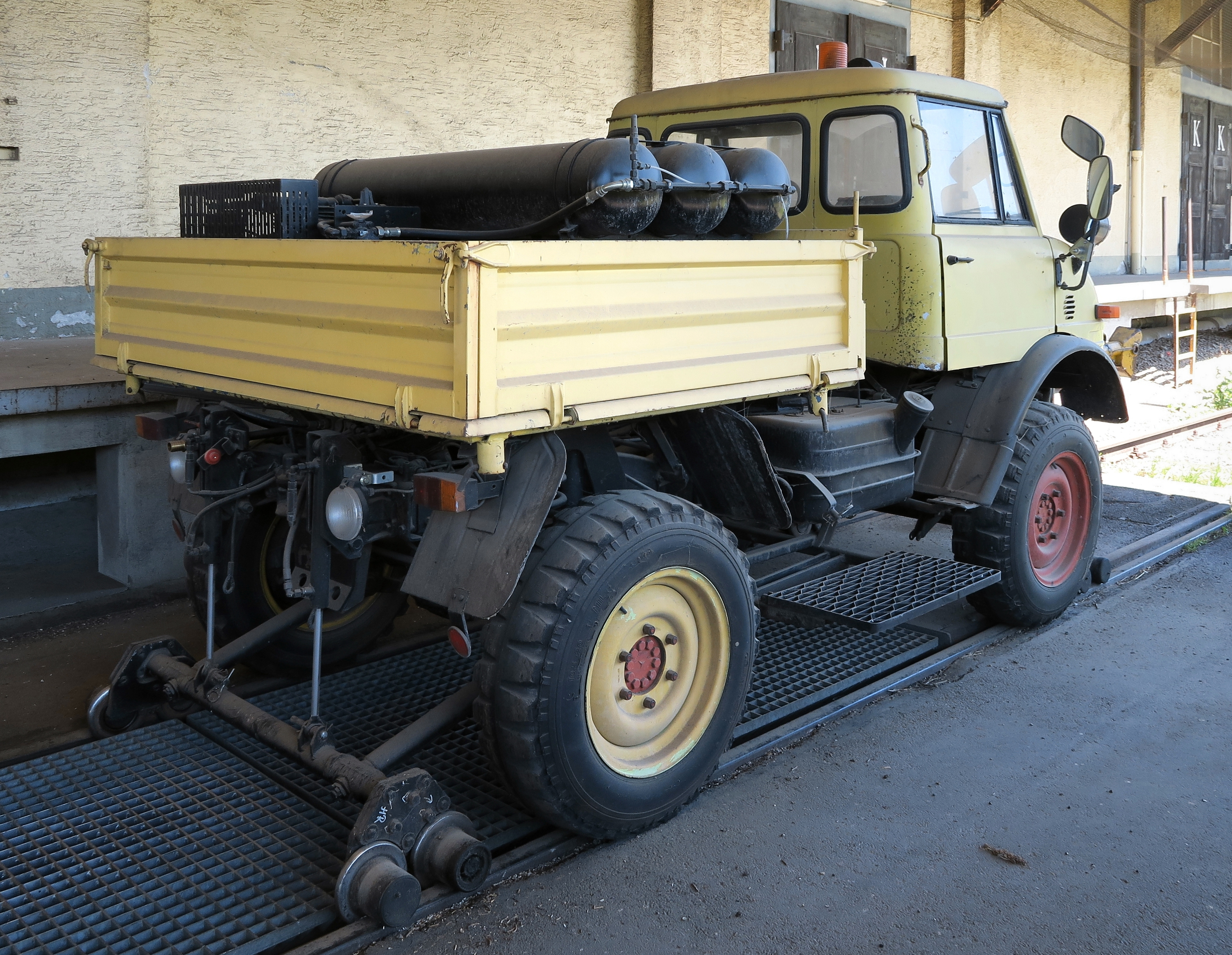
Unimog 406.121
Die beiden zusätzlichen hinteren Scheiben gehörten ab 1970 zur Serienausstattung.

Das vorher eingebaute System der Servolenkung wurde durch ein hydraulisch unterstütztes Kugelmuttersystem ersetzt, ein mechanisches Lenksystem wurde weiterhin als Sonderausstattung angeboten. Neue Sicherheitsbestimmungen verlangten, dass der zunächst als Sonderzubehör angebotene Umsturzbügel beim Cabrio zur Serienausstattung gehörte. Darüber hinaus erhielten die Modelle mit geschlossenem Fahrerhaus zwei weitere hintere Scheiben. Der Hauptbremszylinder wurde erneut verstärkt.
1971
Im März 1971 wurde der U 80 durch den U 84 ersetzt. Er hat größere und rechteckige Blinker, neue Dreikammerrückleuchten, verstärkte Portalachsen und eine neue Ladepritsche aus Aluminium.
1972
Ab 1972 wurden die Lüftungsschlitze oberhalb der Windschutzscheibe entfernt und der Kühlmittelbehälter in Plastik ausgeführt.
1973
Die letzte große Veränderung gab es am 2. August 1973, als die Trommelbremsen durch Scheibenbremsen ersetzt wurden. Die Einführung der Scheibenbremsen brachte auch ein Zweikreisbremssystem mit sich und die serienmäßige Farbe der Räder wurde von Rot zu Schwarz geändert. Das Lenksystem wurde verstärkt und der Durchmesser des Auspuffrohres von 55 mm auf 70 mm vergrößert.
1974 bis 1989
Die wichtigsten Baureihenänderungen waren 1974 bereits vollzogen. 1974 wurde der Schalldämpfer der Auspuffanlage modifiziert, gefolgt von einer neuen Trittstufe am Fahrerhaus 1975 und einer Umstellung von Schubrad- auf Muffenschaltung des Getriebes im Jahre 1976. Das Allradgetriebe erhielt 1977 einen pneumatisch betätigten Schaltmechanismus, 1979 wurden als letzte große Änderung die Chromleisten am Kühlergrill entfernt. Von 1979 bis 1989 gab es am Unimog 406 keine großen Änderungen mehr.

## Baumuster des Unimog 406

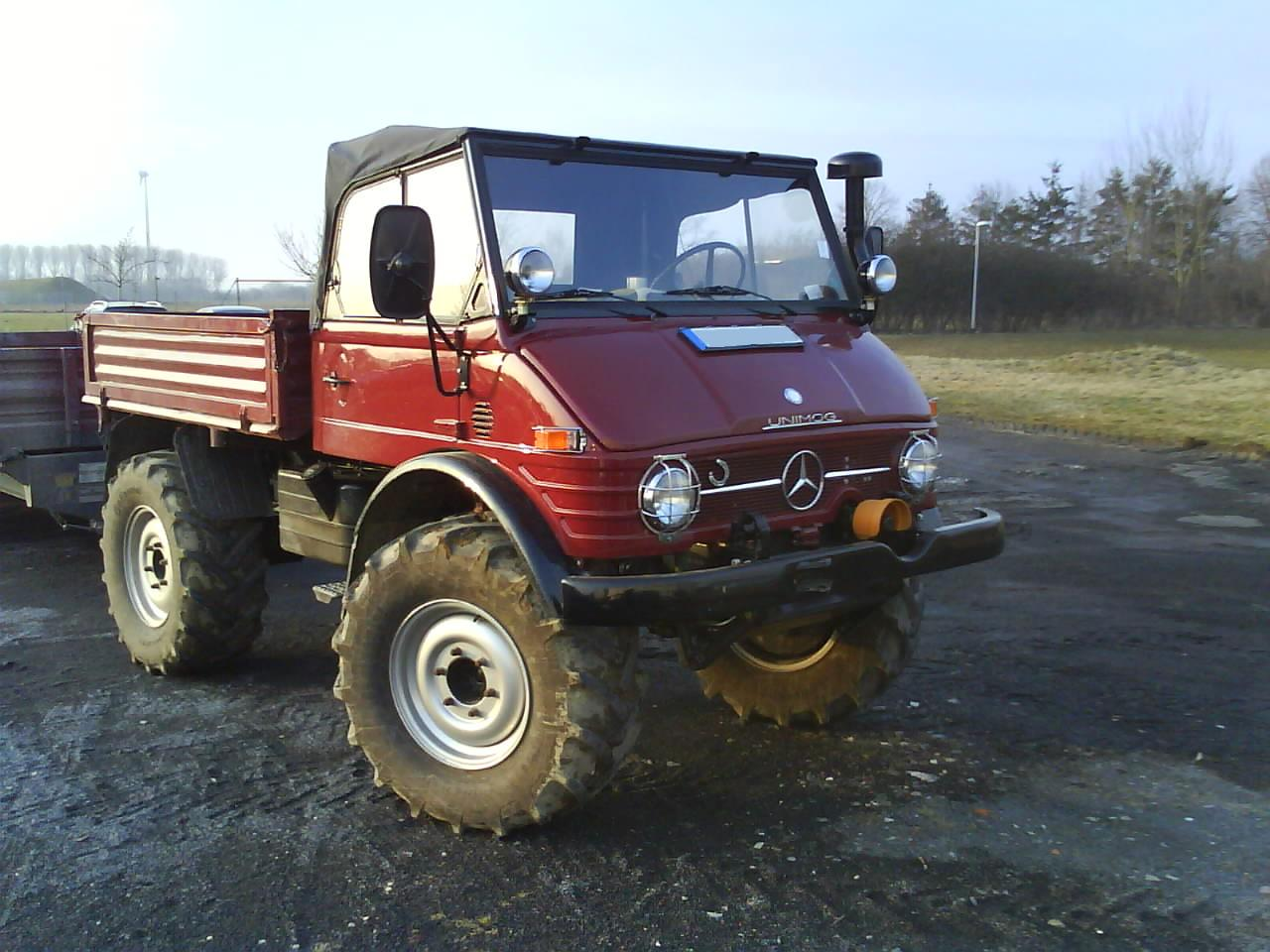
Unimog 406.120 Cabrio

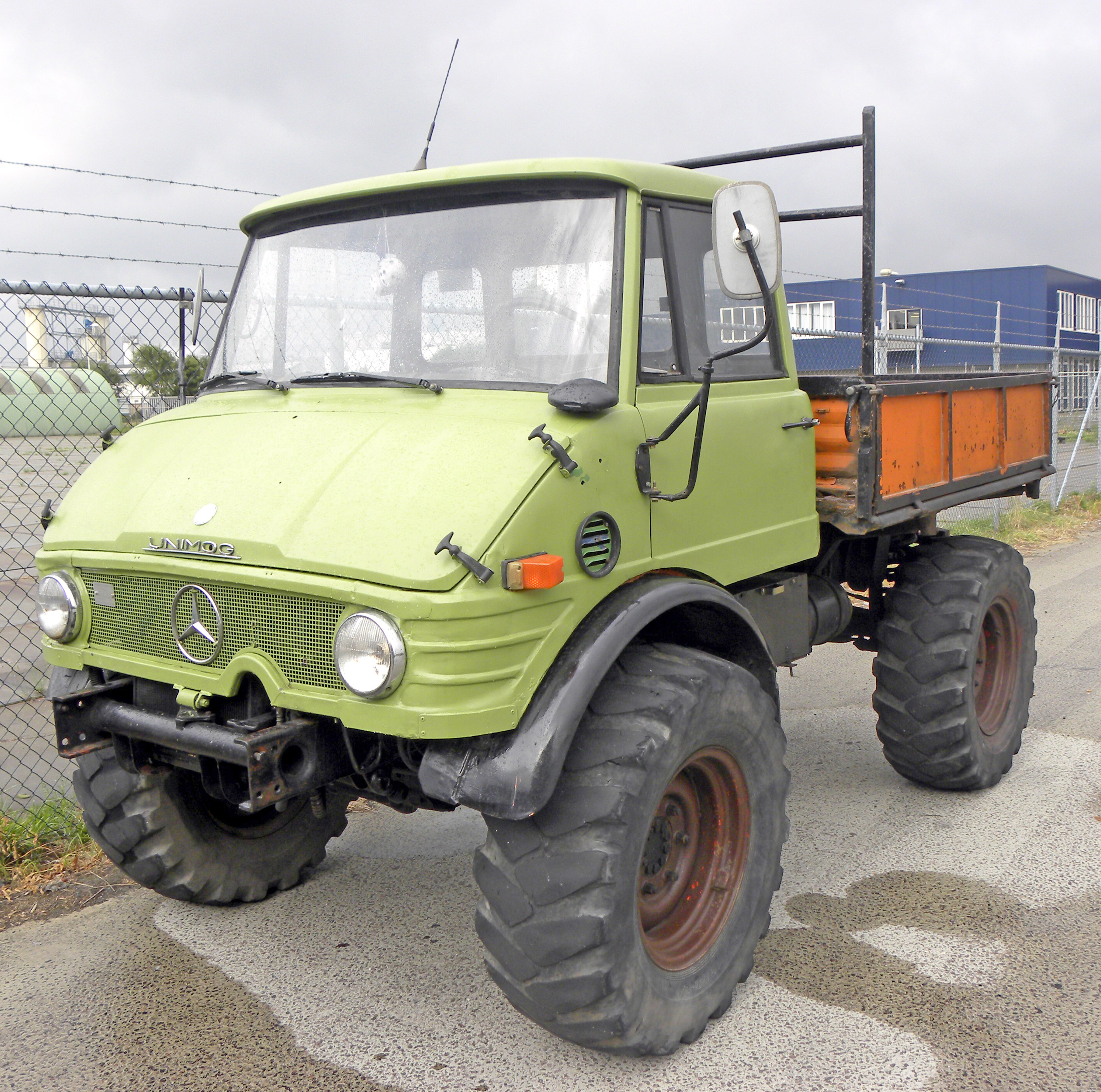
Unimog 406.121 ohne Schnorchel

Elf verschiedene Baumuster des Unimog 406 wurden angeboten. Dabei waren das Cabrio (Baumuster 406.120) und der Unimog mit geschlossener Kabine (406.121) die bedeutendsten, sie machen 96 % aller je gebauten Unimog 406 aus. Die Triebkopfvarianten des Unimog 406 hatten bis 1965 keine eigenständigen Baumusternummern, dann erhielten sie die Nummern 406.130, 406.131 und 406.133. Bereits 1968 wurden sie der Baureihe 416 zugeordnet. Jedes Unimogbaumuster wurde in verschiedenen Modellvarianten angeboten; es sind die vier Modelle U 65, U 70, U 80 und U 84 (später als U 900 bezeichnet). Die zweistellige Zahl steht dabei für die Motorleistung in DIN-PS, ein gegebenenfalls angehängtes T steht für Triebkopf. Das Modell U 100 mit 100 PS wurde nur in sehr geringer Stückzahl als Zugmaschine im Werkverkehr mit 40 km/h Höchstgeschwindigkeit gebaut. Eine genaue Übersicht, welche Modelle für welches Baumuster angeboten wurden, ist untenstehend:

### Baumusterübersicht
| Baumuster  | Modellbezeichnung      | Fahrerhaus                      | Radstand | Motorleistung (kW) | Produktionszahlen | Anmerkungen                                        |
| ---------- | ---------------------- | ------------------------------- | -------- | ------------------ | ----------------- | -------------------------------------------------- |
| 406.120    | U 65, U 70, U 80, U 84 | Cabrio                          | 2380 mm  | 48, 51, 59, 62     | 12.753            |                                                    |
| 406.121    | U 65, U 70, U 80, U 84 | geschlossenes Fahrerhaus        | 2380 mm  | 48, 51, 59, 62     | 22.936            |                                                    |
| 406.130    | U 65 T, U 70 T         | Cabrio                          | –        | 48, 51             | 10                | 1968 der Baureihe 416 zugeordnet                   |
| 406.131    | U 65 T, U 70 T         | geschlossenes Fahrerhaus        | –        | 48, 51             | 29                | 1968 der Baureihe 416 zugeordnet                   |
| 406.133    | U 80 T                 | Cabrio                          | –        | 59                 | 523               | 1968 der Baureihe 416 zugeordnet                   |
| 406.142    | U 900, U 84, U 100     | Cabrio                          | 2380 mm  | 62, 73,5, 81       | 19                | Zugmaschine für Werkverkehr, Vmax: 40 km/h         |
| 406.143    | U 900, U 84, U 100     | geschlossenes Fahrerhaus        | 2380 mm  | 62, 73,5, 81       | 16                | Zugmaschine für Werkverkehr, Vmax: 40 km/h         |
| 406.145    | U 900, U 84            | geschlossenes Doppelfahrerhaus  | 2380 mm  | 62                 | 302               | Bundeswehrflugzeugschlepper                        |
| 406.170    |                        | Cabrio                          |          |                    |                   | CKD-Kit für den Export                             |
| 406.171    |                        | geschlossenes Fahrerhaus        |          |                    |                   | CKD-Kit für den Export                             |
| 406.200 A  | wurde nie verkauft     | Cabrio/geschlossenes Fahrerhaus | 2900 mm  | 73,5               | 1                 | Prototyp, Serienmodell der Baureihe 416 zugeordnet |
|            |                        |                                 |          |                    |                   |                                                    |
| Unimog 406 |                        |                                 |          |                    | 37.069            |                                                    |

### Die Doppelkabine

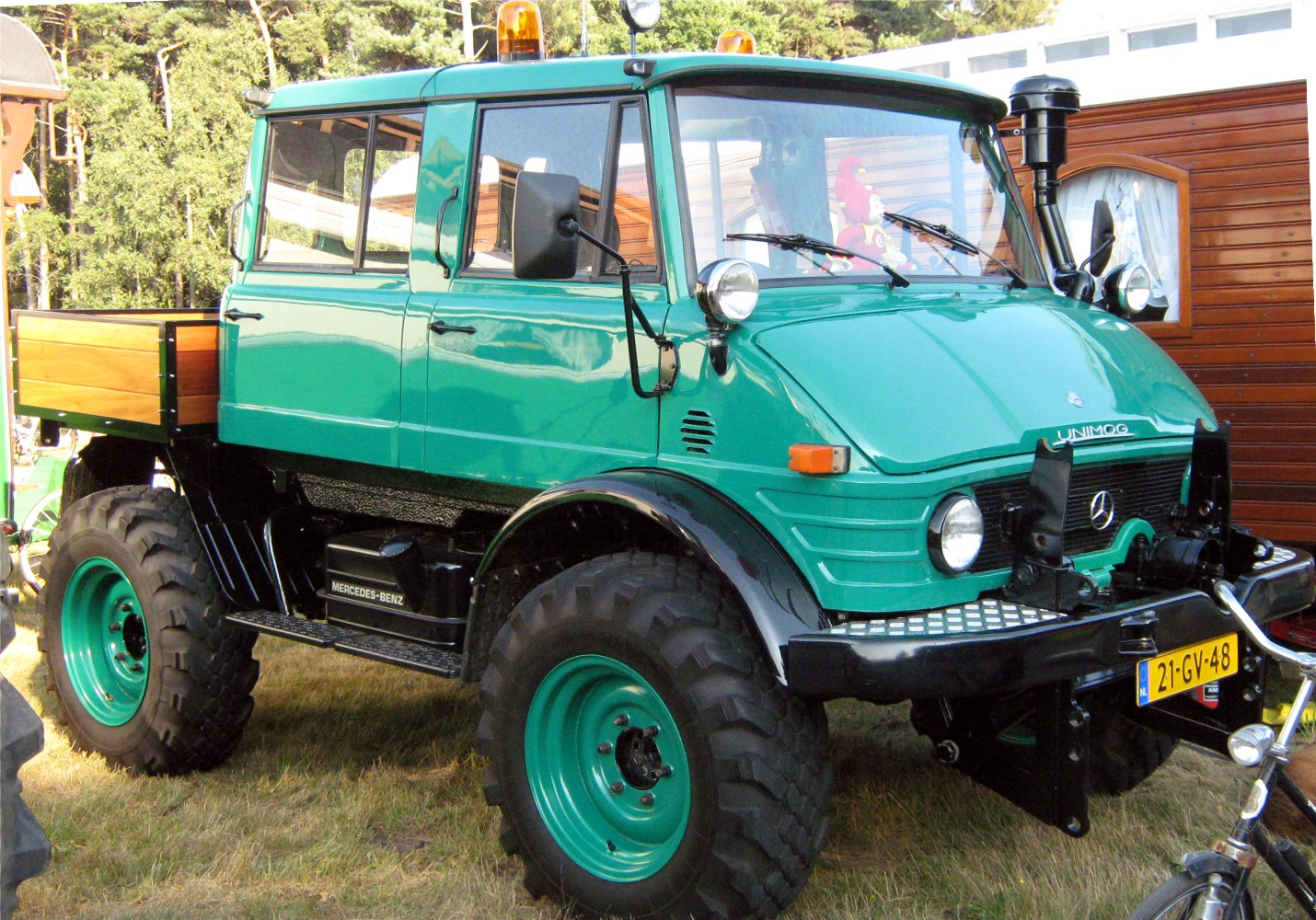
Unimog 406.145 mit Doppelkabine

Ursprünglich war geplant, dass der Unimog 406 auch mit Doppelkabine als Ergänzung zum Cabrio und zur normalen Kabine angeboten würde. Die geschlossene Doppelkabine stellte Wackenhut in Nagold her. Mit diesem Fahrerhaus wurde hauptsächlich das Baumuster 406.145, ein Flugzeugschlepper, ausgestattet. Lediglich 353 Unimog 406 wurden mit Doppelkabine gebaut, 302 davon sind 406.145. Die Doppelkabine wurde jedoch auch für andere Unimog-Typen angeboten. Der weitaus häufiger mit einer Doppelkabine ausgestattete Unimog ist der 416, der wegen seines längeren Radstandes oft als Fahrgestell für Wohnmobile genutzt wurde.

### Weitere Fahrzeuge der Baureihe 406

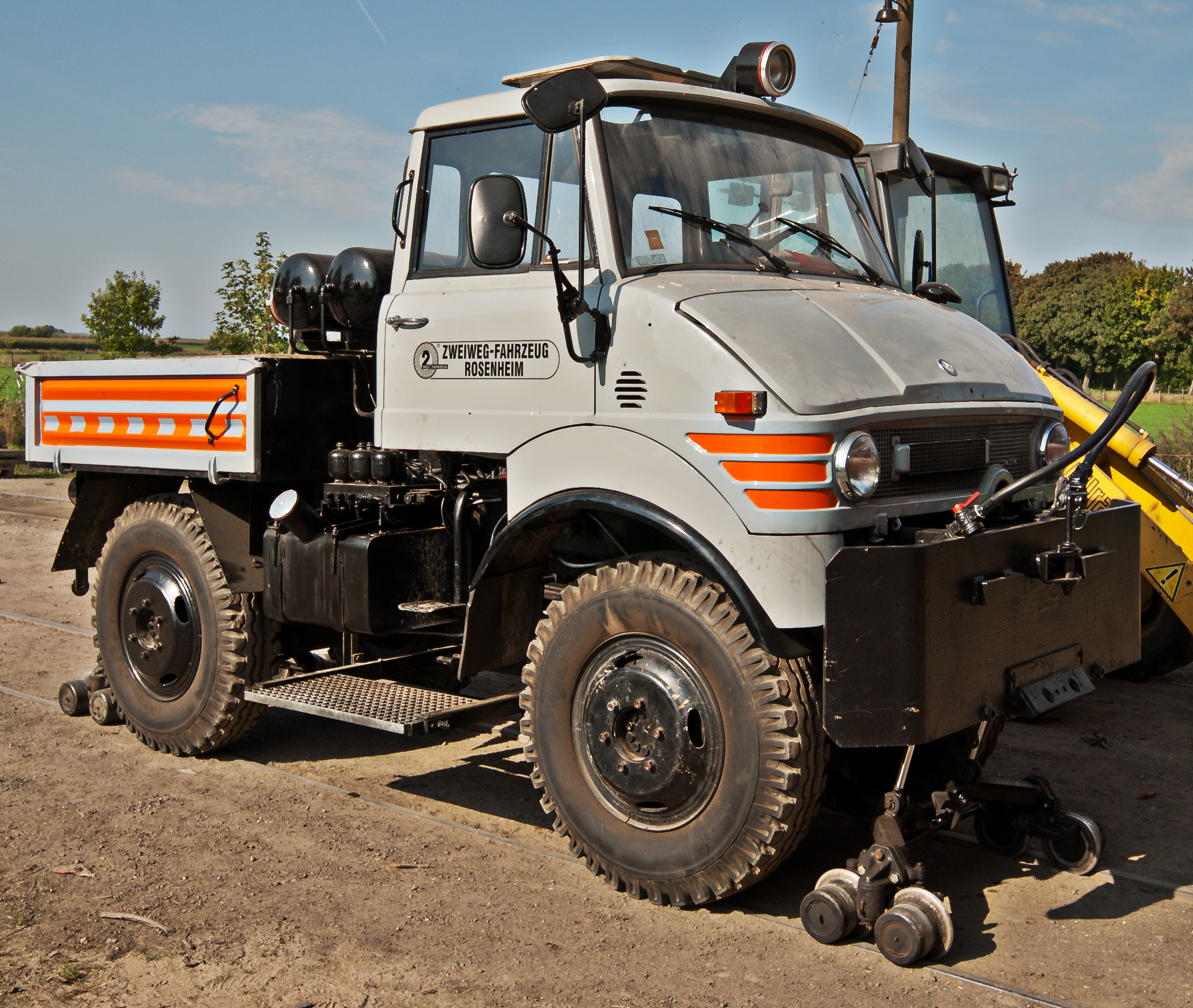
Zweiwegefahrzeug auf Unimog 406

Ursprünglich wurde der Unimog 406 nur mit einem 65 PS (48 kW) starken Motor angeboten, später stieg die Leistung auf bis zu 84 PS (62 kW); die Leistung der Serienfahrzeuge war auch nie größer. Einige Prototypen und Sonderanfertigungen wurden jedoch mit leistungsstärkeren Motoren angeboten. Der erste Prototyp einer Straßenzugmaschine für den Güternahverkehr und Werkverkehr war das Baumuster 406.200 A im September 1969. Dieses Fahrzeug hatte den langen Radstand des Unimog 416 und einen Motor des Typs OM 352 mit 100 PS (73,5 kW) Leistung. Das spätere Serienmodell dieses Prototyps war als Cabrio (416.140) und mit geschlossenem Fahrerhaus (416.141) lieferbar. Letzteres wurde 3496-mal gebaut.
Für den Werkverkehr gab es die beiden Baumuster 406.142 und 406.143. Daimler-Benz entschied sich dazu, für diese Baumuster den normalen Motor mit 84 PS (62 kW) anzubieten, hatte jedoch zusätzlich Versionen mit 100 und 110 PS (73,5 und 81 kW) im Angebot. Von keinem der beiden Baumuster wurden mehr als 20 Stück gebaut, was den Unimog 406 mit mehr als 84 PS (62 kW) Motorleistung äußerst selten macht.
Der Unimog 406 wurde als Fahrgestell für Zweiwegefahrzeuge eingesetzt. Die maximal zulässige Anhängelast betrug bis zu 300 t. Von Tractortecnic wurde das Kettenfahrzeug Unitrac unter anderem aus Teilen des Unimog 406 gebaut.

## Modellfamilie des Unimog 406

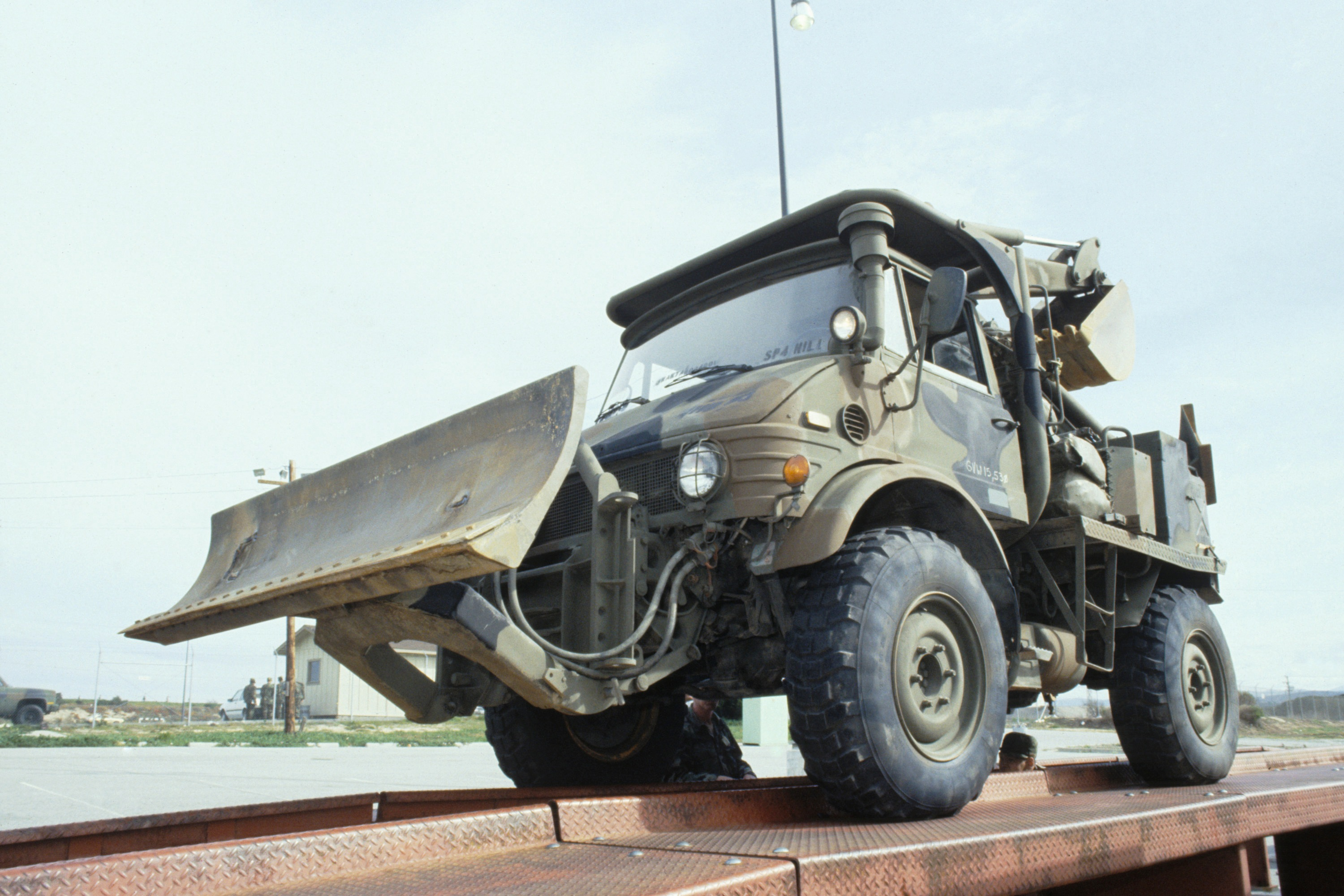
Unimog 419

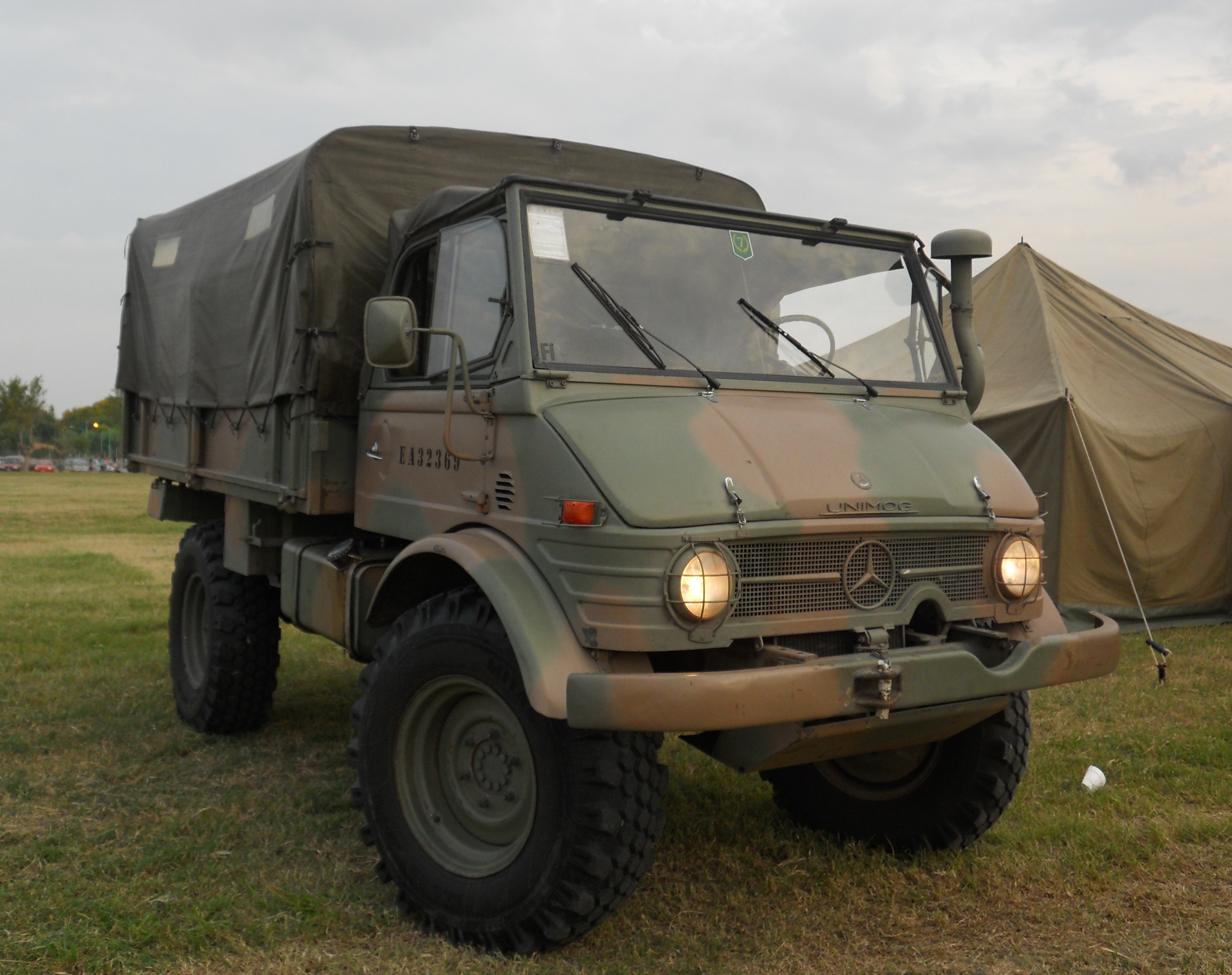
Unimog 426 der argentinischen Streitkräfte

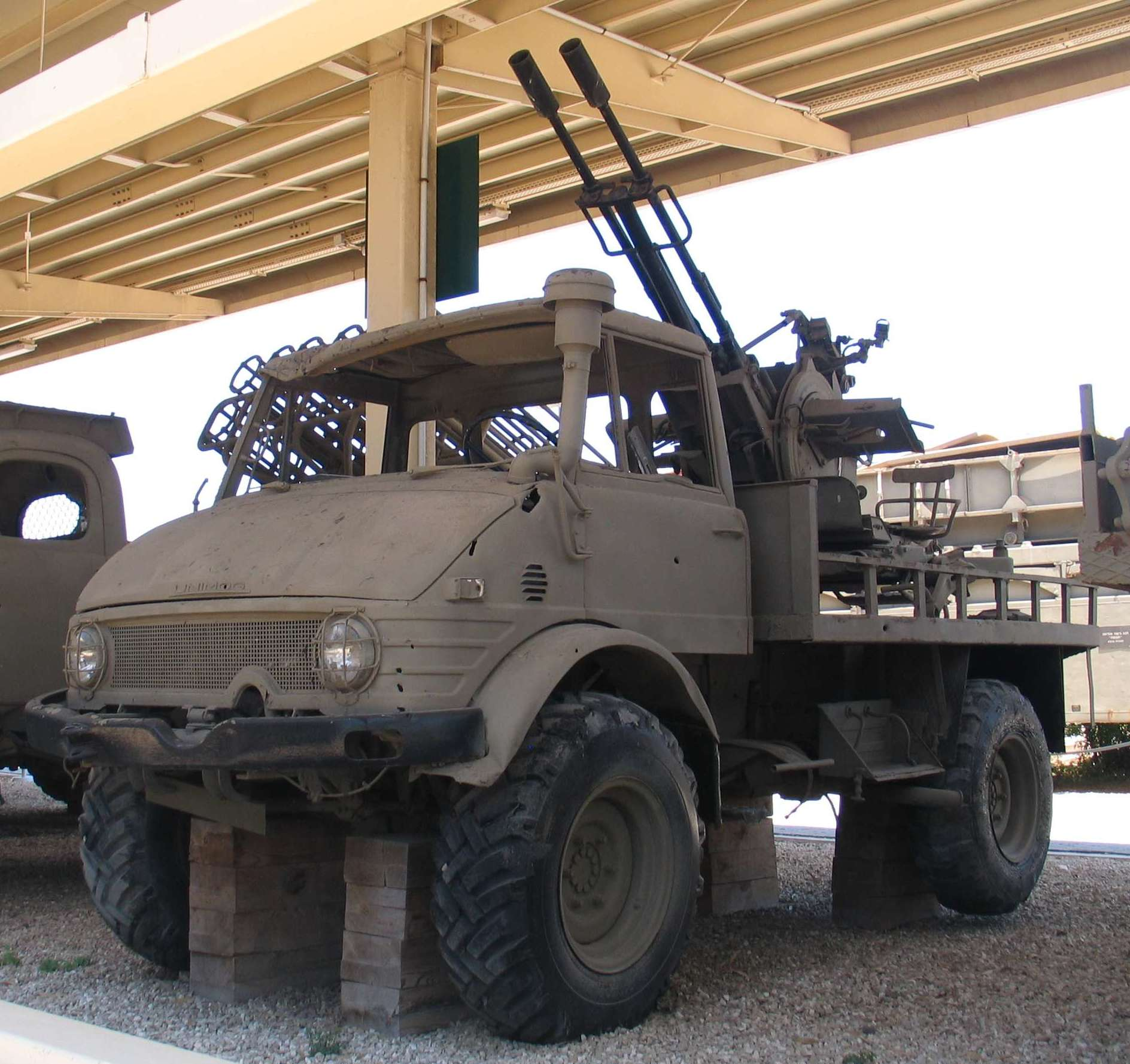
Eine sowjetische 23-mm-Flugabwehrkanone SU-23 auf einem Unimog 406 des israelischen Militärs in einem Militärmuseum

Mit der Einführung der Baureihe 406 legte Daimler-Benz den Grundstein für eine mittelschwere Modellfamilie, zu der insgesamt 94.215 gebaute Fahrzeuge aus acht Baureihen gehören, die zwischen 1962 und 1994 produziert wurden. Die Modellfamilie umfasst ähnliche Modelle mit unterschiedlichen Radständen und Motorisierungen, die alle entweder technisch oder optisch auf dem Unimog 406 basieren. 1965 wurde erstmals ein Modell mit langem Radstand angeboten, der Unimog 416. Er hat mit 2900 mm denselben Radstand wie die Langversion des Unimog 404. Der 416 war außerdem mit 3400 mm Radstand verfügbar. Später wurden die Triebkopfversionen des Unimog 406 auch der Baureihe 416 zugeordnet. Motoren mit 80–125 PS (59–92 kW) wurden für den 416 angeboten. Aus der Unimog-406-Familie ist der 416 das meistgebaute Modell mit 45.544 Einheiten, die zwischen 1965 und 1994 entstanden. Im März 1966 kam der Unimog 421 in das Modellprogramm, dessen Fahrwerkstechnik auf dem Unimog 411 basiert; das Fahrerhaus ist jedoch vom 406 abgeleitet. Er ist ein leistungsschwächeres Modell mit 40 PS (29 kW), das zu den leichten Baureihen gezählt wird.
Im August 1966 wurde die Baureihe 406 durch den Unimog 403 ergänzt. Der Unimog 403 hat den ursprünglich für die Baureihe 406 vorgesehenen Dieselmotor OM 314 mit 54 PS (40 kW) und war als preisgünstigeres Modell in der Modellpalette platziert. Mit dem steigenden Bedarf an leistungsstarken Zugfahrzeugen bot Daimler-Benz die Baureihe 403 ab 1969 mit 66 PS (48 kW) und ab 1972 mit 72 PS (53 kW) an. Optisch und technisch gibt es zwischen dem Unimog 406 und dem 403 mit Ausnahme des Motors keinen Unterschied. Da Daimler-Benz auch eine preiswertere Variante mit langem Radstand anbieten wollte, wurde ab 1969 der Unimog 413 analog zum 416 angeboten. Mit dem zu schwach dimensionierten Motor war dieses Modell zwar preiswerter als der Unimog 416, aber nicht beliebt. Es wurden lediglich 633 Exemplare hergestellt.
Die meisten militärischen Unimogs gehören zur Baureihe 404; aber auch einige Fahrzeuge der Unimog-406-Familie wurden zu militärischen Zwecken eingesetzt. Dies betrifft insbesondere die Baureihen 426 und 419. Der Unimog 426 entstand aus CKD-Kits, die in Gaggenau vorproduziert und zur Endmontage nach Argentinien verschifft wurden. Der Unimog 426 ist eine Lizenzproduktion des Unimog 416 und wurde vor allem für das argentinische, chilenische, peruanische und bolivianische Militär gefertigt, es entstanden 2643 Fahrzeuge. Für das US-Militär baute Daimler-Benz ab 1986 den Unimog 419. Insgesamt wurden 2416 Fahrzeuge hergestellt. Der Unimog 419 hat denselben Radstand wie der Unimog 406, ist aber mit einer leistungsstärkeren Version des Motors OM 352 ausgerüstet, die 110 PS (81 kW) leistet. Er wurde unter der Marke Freightliner verkauft und als Small Emplacement Excavator (SEE) (zu Deutsch in etwa Kleinbagger) eingestuft, der überwiegend als Pionierfahrzeug eingesetzt wurde. Das Baumuster 406.145 wurde überwiegend als Flugzeugschlepper bei der Bundeswehr eingesetzt.

## Technische Beschreibung

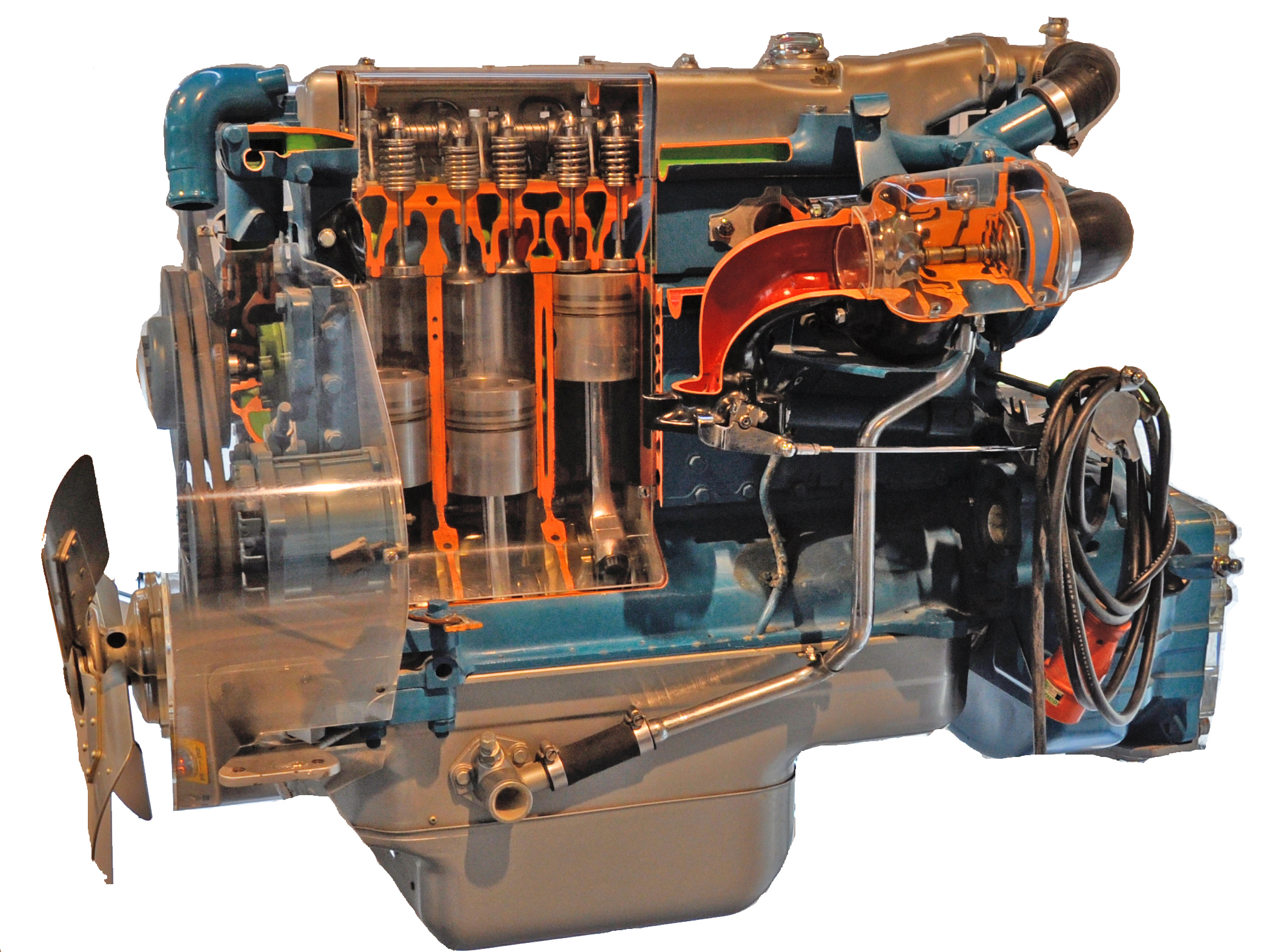
OM 352
Das im Bild gezeigte Schnittmodell ist mit einem Turbolader ausgerüstet, die im Unimog 406 verwendeten Baumuster dieses Motors waren Saugmotoren.

Der Unimog 406 ist ein geländegängiges Mehrzweckfahrzeug mit vier gleich großen Rädern. Wie der Unimog 404 hat er einen Leiterrahmen mit Kröpfung. Vorder- und Hinterachse sind starr. Für den Antrieb von Zusatzgeräten sind vorne und hinten je eine Standardzapfwelle eingebaut, deren Drehzahl auf entweder 540 min−1 oder 1000 min−1 eingestellt werden kann. Sie können unabhängig voneinander eingeschaltet werden. Der 406 ist ein Fahrzeug mit Hinterradantrieb und zuschaltbarem Vorderradantrieb mit Differenzialsperren an beiden Achsen. Eine hydraulisch kippbare Pritsche ist auf dem hinteren Teil des Leiterrahmens aufgebaut. Anders als die ersten Unimogs hat der Unimog 406 keine 12-Volt-, sondern eine 24-Volt-Elektrik mit zwei 12-V-Blei-Säure-Akkumulatoren, die in einem Kasten auf der linken Seite des Leiterrahmens untergebracht sind.

### Fahrerhaus
Daimler-Benz stellte den Unimog 406 mit Stoffverdeck, („Cabrio“), geschlossenem Fahrerhaus oder geschlossener Doppelkabine her; die Doppelkabine wurde von Wackenhut zugeliefert. Alle Fahrerhäuser einschließlich der Cabrioversion haben eine Dreipunktaufhängung. Sowohl Cabrio als auch geschlossenes Fahrerhaus haben zwei Sitze, die Doppelkabinenversion hat drei zusätzliche Sitze. Das Armaturenbrett, das Lenkrad, Hebel, die verstellbaren Sitze und weitere Teile wie Heizung und Belüftung ähneln der entsprechenden Ausstattung der Daimler-Benz-Lkw der 1960er Jahre. Die Fahrerhäuser galten als ergonomisch gestaltet und komfortabel. Cabriomodelle ab 1969 haben eine klappbare Windschutzscheibe, ab 1970 wurde ein Überrollbügel serienmäßig eingebaut, der vorher bereits als Sonderausstattung erhältlich war. Der Lufteinlass des Motors ist auf der linken Seite des Unimog 406, ein Schnorchel mit eingebautem Zyklon war auf Wunsch erhältlich. Dadurch werden die Wartungsintervalle des Luftfilters deutlich verlängert.

### Motor
Die ersten Fahrzeuge waren mit dem OM 312 ausgestattet. Der OM 312 ist ein stehender, wassergekühlter Reihensechszylinder-Saugdieselmotor mit Vorkammereinspritzung und einem Hubraum von 4580 cm³, er ist auf 65 PS (48 kW) bei 2550 min−1 gedrosselt. Bereits 1964 wurde dieser Motor durch den OM 352, eine Weiterentwicklung des Vorkammermotors OM 322, ersetzt. Der OM 352 wurde bis 1989 für den Unimog 406 verwendet. Wie der OM 312 ist der OM 352 ein stehender Reihensechszylinder-Saugdieselmotor mit Wasserkühlung, hat aber Direkteinspritzung. Der Hubraum beträgt 5675 cm³, die Leistung betrug auch hier anfangs 65 PS (48 kW), wurde über den Produktionszeitraum dann schrittweise auf 70, 80 und 84 PS (51,5, 59 und 62 kW) erhöht. Lediglich einige wenige als Werkzugmaschinen konzipierte Serienfahrzeuge wurden auf Sonderwunsch ab Werk mit leistungsgesteigerten Versionen des OM 352 mit 100 bzw. 110 PS (73,5 bzw. 81 kW) ausgerüstet; sie sind jedoch äußerst selten.

### Fahrwerk und Antriebsstrang

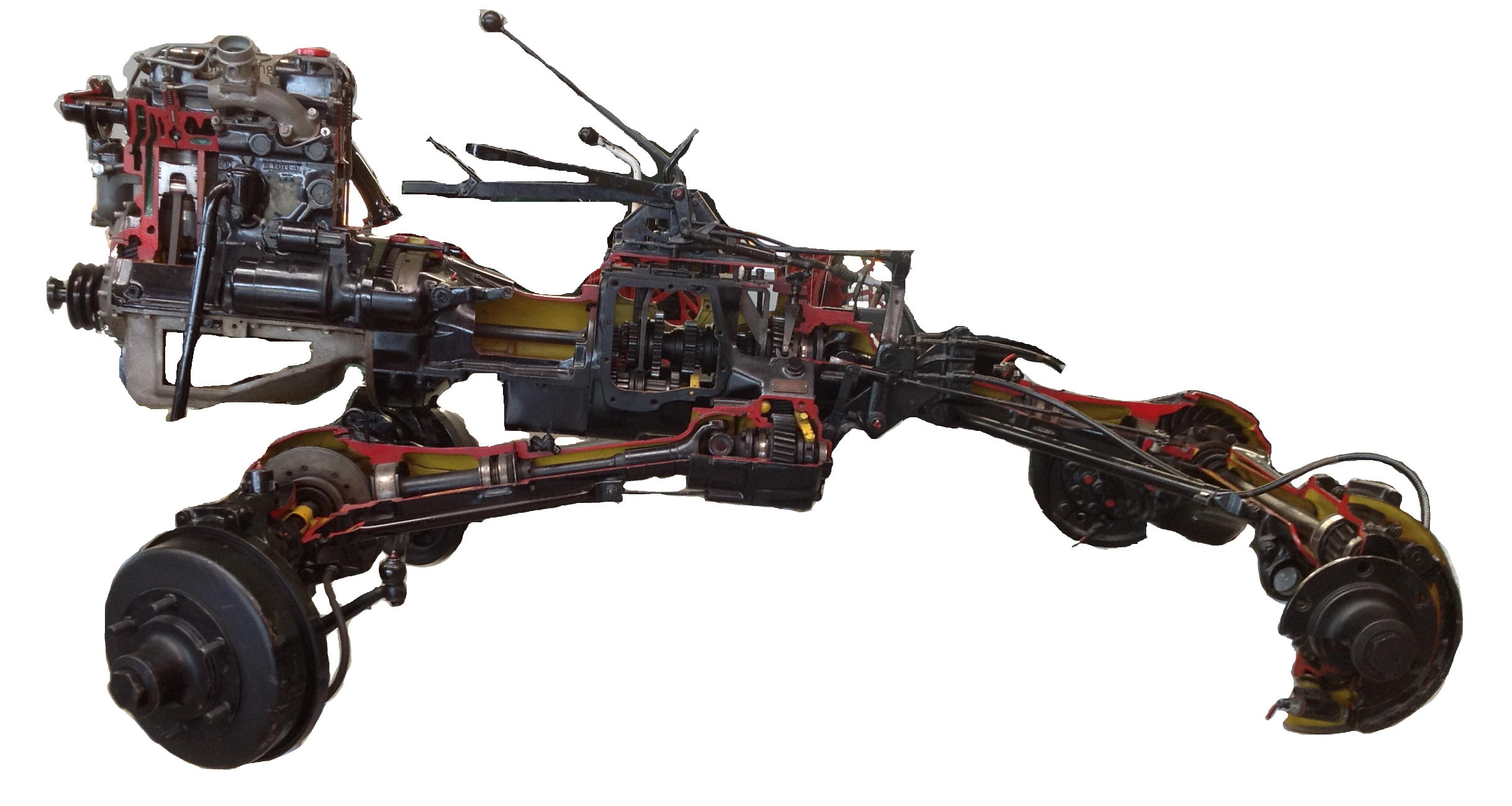
Schnittmodell des Unimogantriebsstranges (Unimog 401)

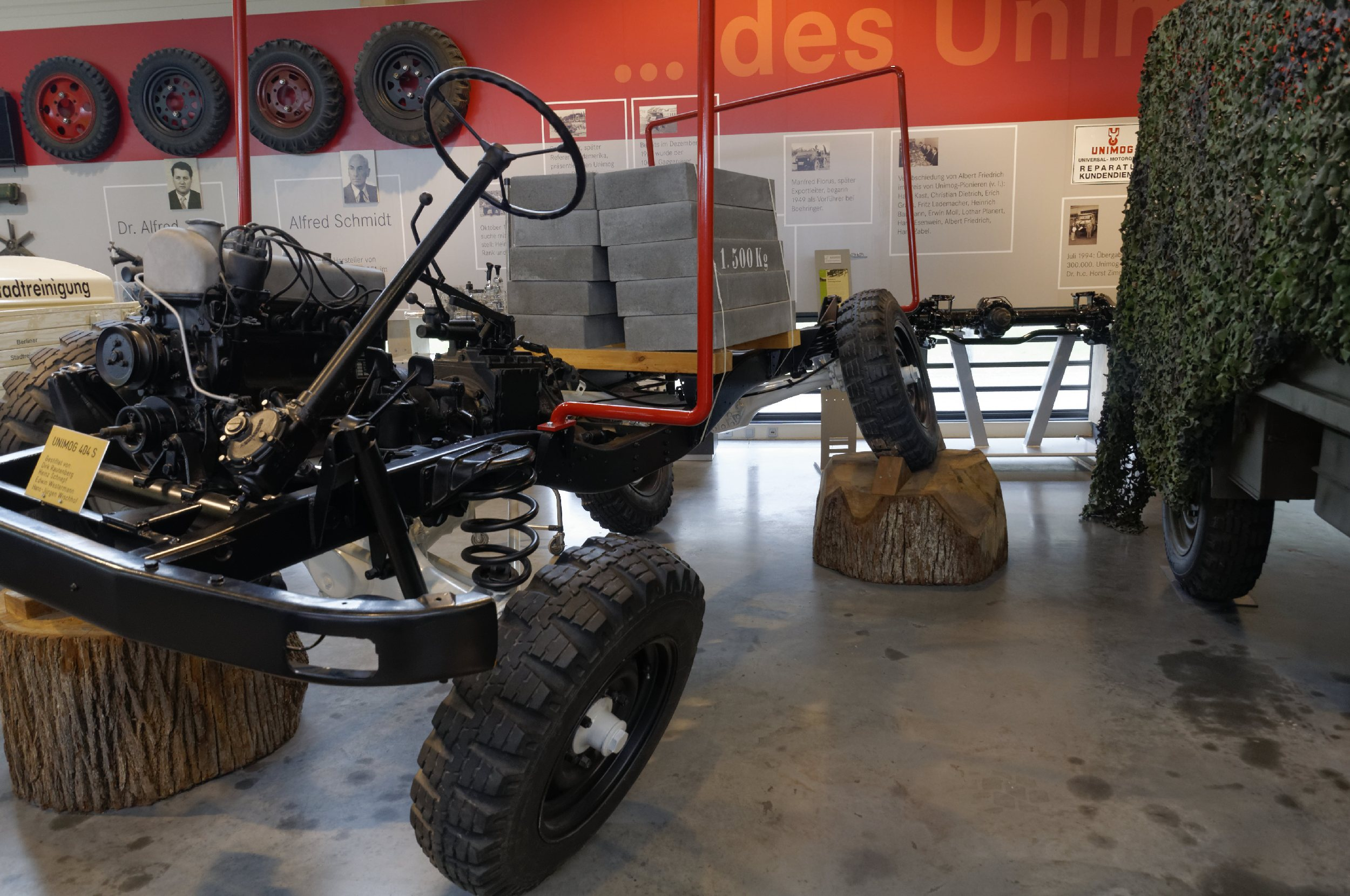
Unimograhmen (Unimog 404)
Front- und Heckbereich des Rahmens erlauben eine gewisse Verwindung, während die gekröpfte Stelle in der Mitte äußerst steif ist.

Der in der Mitte nach unten gekröpfte Leiterrahmen stützt sich auf starre Portalachsen vorn und hinten. Front- und Heck des Rahmens erlauben eine gewisse Verwindung, die Mitte ist steifer ausgebildet. Erreicht wird dies durch die Position der Querträger und Schweißnähte: Die Querträger sind nach innen gezogen und die Schweißnähte liegen so an Stellen, an denen das Material weniger stark beansprucht wird. Je zwei Querträger sind im hinteren Teil, an der Kröpfung sowie am vorderen Teil des Rahmens dicht beieinander eingeschweißt; zwischen den Querträgerpaaren ist großzügiger Freiraum bemessen. Durch die Portalachsen mit Radvorgelegen hat der Unimog auch mit kleinen Rädern eine große Bodenfreiheit. Die Achsen sind an Schubrohren und Panhardstäben geführt. Die Schubrohre sind am Getriebe in Kugelgelenken gelagert und starr mit den Differenzialgetrieben der Achsen verbunden. In den Schubrohren laufen die Antriebswellen, die das Drehmoment vom Getriebe auf die Achsen übertragen. Abgefedert werden die Achsen des Unimogs mit je zwei Schraubenfedern und hydraulischen Teleskopstoßdämpfern. Die Radaufhängung erlaubt besonders lange Federwege und daher eine große Achsverschränkung, was dem Unimog gute Geländegängigkeit ermöglicht. Serienmäßig wurde der U 406 mit Reifen der Dimension 10,5–20″ geliefert. Als Sonderausstattung waren Reifen der Dimensionen 12,5–20″, 14,5–20″ und 22–20″ erhältlich.

### Getriebe
Der 406 hat das vollsynchronisierte Viergang-Schieberad-Gruppengetriebe UG-2/27, das für ein Eingangsdrehmoment von 264,8 N·m (27 kp·m) ausgelegt ist. Angeboten wurde es in vier verschiedenen Ausführungen.
Die Standardauslegung des Getriebes (F-Getriebe) wurde für die Modelle U 65 und U 70 eingesetzt. Sie hat zwei Gruppen zu je vier Gängen, die erste Gruppe kann jedoch nur im ersten und zweiten Gang genutzt werden, sodass letztlich sechs Vorwärtsgänge zur Verfügung stehen. Der Schalthebel hat dementsprechend ein Sechsgang-H-Schaltbild. Wenn vom zweiten in den dritten Gang geschaltet wird, wechselt das Getriebe automatisch von der ersten in die zweite Gruppe, es wird also in den ersten Gang zurückgeschaltet, während in die höhere Gruppe geschaltet wird. Dem Getriebe fehlt ein Rückwärtsgang, stattdessen ist ein Wendegetriebe mit einem separaten Schalthebel angeflanscht. Durch die Konstruktion des Getriebes kann das Wendegetriebe nur dann in die Rückwärtsfahrtrichtung geschaltet werden, wenn das Hauptgetriebe in der ersten Gruppe ist. Da in der ersten Gruppe nur mehr die ersten beiden Gänge zu nutzen sind, ergeben sich zwei Rückwärtsgänge.
Das Standardgetriebe war für die Modelle U 80 und U 84 mit einem Vorschaltgetriebe (G-Getriebe) erhältlich. Das Untersetzungsgetriebe verdoppelt die Anzahl aller Gänge, sodass 2 × 6 Vorwärts- sowie 2 × 2 Rückwärtsgänge genutzt werden können. Der Schalthebel des Vorschaltgetriebes hat drei Positionen: „Hauptschaltgetriebe“, „Vorschaltgetriebe“ und „Leerlauf“. Zusätzlich zum Vorschaltgetriebe war ein Kriechganggetriebe lieferbar. Es kann mit den ersten beiden Gängen jeder Gruppe genutzt werden und hat zwei Kriechgänge, „Kriechgang“ und „Superkriechgang“, eine Leerlauf- und eine Hauptgetriebeposition. Wenn in die Hauptgetriebeposition geschaltet wird, kann das Hauptgetriebe ganz normal in allen sechs Gängen geschaltet werden. Insgesamt ergeben sich somit 2 × 6 + 2 × 4 Vorwärts- sowie 2 × 2 + 2 × 2 Rückwärtsgänge.
1976 wurde die Schieberadschaltung durch eine Muffenschaltung ersetzt. Die erste Gruppe des Getriebes war so vollständig nutzbar, sodass nun acht Vorwärts- und vier Rückwärtsgänge zu nutzen waren. Das Achtganggetriebe hat eine Viergang-H-Schaltkulisse und einen zusätzlichen Hebel zum Umschalten der Getriebegruppen.
Je nach Getriebeausführung sind entweder eine Einscheibentrockenkupplung (üblicherweise Typ G 280 KR) oder eine Doppelkupplung eingebaut.

### Hydraulikanlage
Daimler-Benz baute eine Hydraulikanlage der Firma WABCO aus Hannover ein. Sie ist robuster und leistungsfähiger als das Hydrauliksystem, das ab Beginn der 1960er-Jahre in den Unimog 411 eingebaut wurde und besteht aus sechs Hauptkomponenten: einer Zahnradölpumpe, einem Öltank, zwei Hydraulikzylindern und zwei Steuergeräten. Die ursprüngliche Hydraulikpumpe ist vom Typ 5 P 41-13 und hat eine Förderleistung von 32 l/min bei 150 bar Arbeitsdruck. Schon bald wurde diese Pumpe durch eine leistungsfähigere Version mit 40 l/min bei 180 bar ersetzt. Der Öltank ist im Frontbereich des Unimogs untergebracht, der gesamte Ölkreislauf hat ein Fassungsvermögen von 18 Litern. Die zwei Steuergeräte sind hinter dem Motor untergebracht, sie haben je einen Bedienhebel; die Bedienhebel sind an einer Stange unter dem Lenkrad montiert. Mit dem ersten Hebel kann der Fahrer wahlweise den Teleskopzylinder zum Abkippen der Pritsche oder den Hydraulikzylinder des Heckkrafthebers bedienen. Der zweite Hebel dient der Steuerung der Anbaugeräte.
Ursprünglich war die Servolenkung an die Haupthydraulik angeschlossen. Später wurde eine eigenständige Pumpe für die Servolenkung und letztlich ein separater Ölkreislauf eingebaut. Das serienmäßige Servolenkungssystem ist ein Spindellenksystem des Typs ZF 19/74. Eine Kugelmutterumlauflenkung wurde als Sonderausstattung angeboten und gehörte ab 1973 zur Serienausstattung. Der Unimog 406 ist mit einer pneumatisch angesteuerten Hydraulikbremse (Bremsservo) ausgerüstet, zunächst mit Trommelbremsen, ab 1973 wurden serienmäßig Scheibenbremsen eingebaut, wofür die Bremsanlage umfassend modifiziert werden musste. Fahrzeuge für den Export wurden bis 1989 weiterhin wahlweise auch mit Trommelbremsen ausgestattet.
Weder Prototypen noch das auf der DLG-Ausstellung 1962 präsentierte Modell hatten eine Regelhydraulik; das bedeutete, dass sich der Hydraulikhebel nicht fein abgestuft bedienen ließ, sondern entweder voller Druck oder gar kein Druck abgegeben wurde. Dies erschwerte die Bedienung einiger Anbaugeräte erheblich, sodass bald eine Regelhydraulik eingebaut wurde.

### Pneumatik
Ebenso wie andere Unimogmodelle hat der Unimog 406 eine Pneumatikanlage; allerdings wird sie nicht für den Heckkraftheber, sondern hauptsächlich für die Bremsanlage eingesetzt. Außerdem wird mit Unterstützung der Pneumatik die Ausgleichsperre zugeschaltet. Die Pneumatikanlage besteht aus mehreren Teilen: einem Kompressor, der vom Motor angetrieben wird, einem Steuerventil vor der Hinterachse, einem Drucklufttank vor dem linken Hinterrad, dem Ventil für die Ausgleichsperre, dem Bremskraftverstärker und dem Hauptbremszylinder, der den Druck für die Bremsanlage sowohl für den Unimog als auch für eine Anhängerbremsanlage erzeugt. Mit zwei Schnellverschlüssen wird das pneumatische Bremssystem eines Anhängers an den Unimog angeschlossen, eine Leitung ist für den Bremsdruck, eine für das pneumatische Aktivieren der Bremse selbst. Anfangs hatte der Drucklufttank des Unimogs ein Volumen von 20 Litern; es wurde 1966 auf 27 Liter erhöht. Als Sonderausstattung war ein Zusatzkompressor erhältlich, der die Zeit zum Auffüllen des Anhängerdrucklufttankes reduziert.

## Lackierung

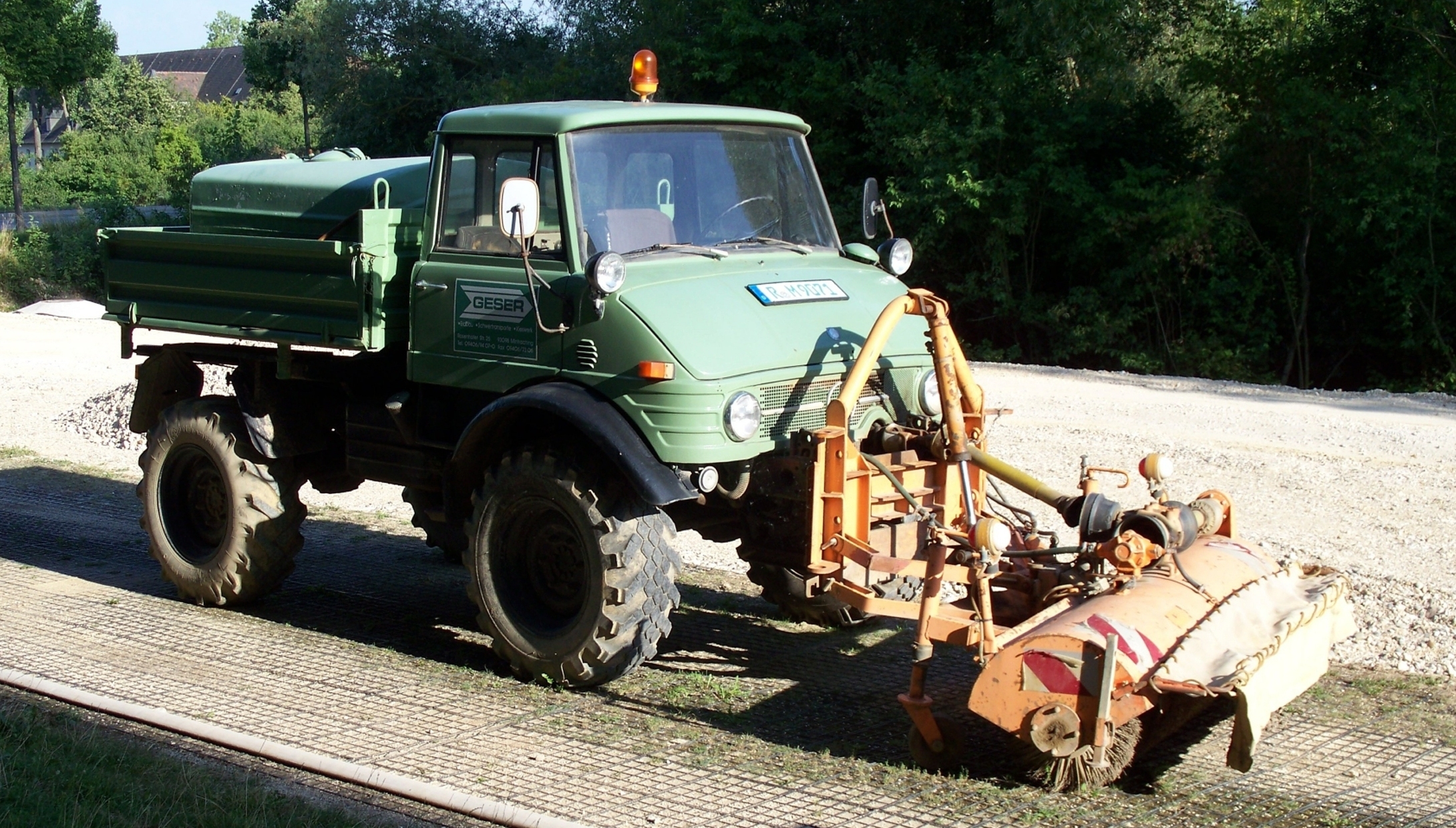
Unimog 406.121 lackiert in Lkw-Grün, der häufigsten Unimogfarbe

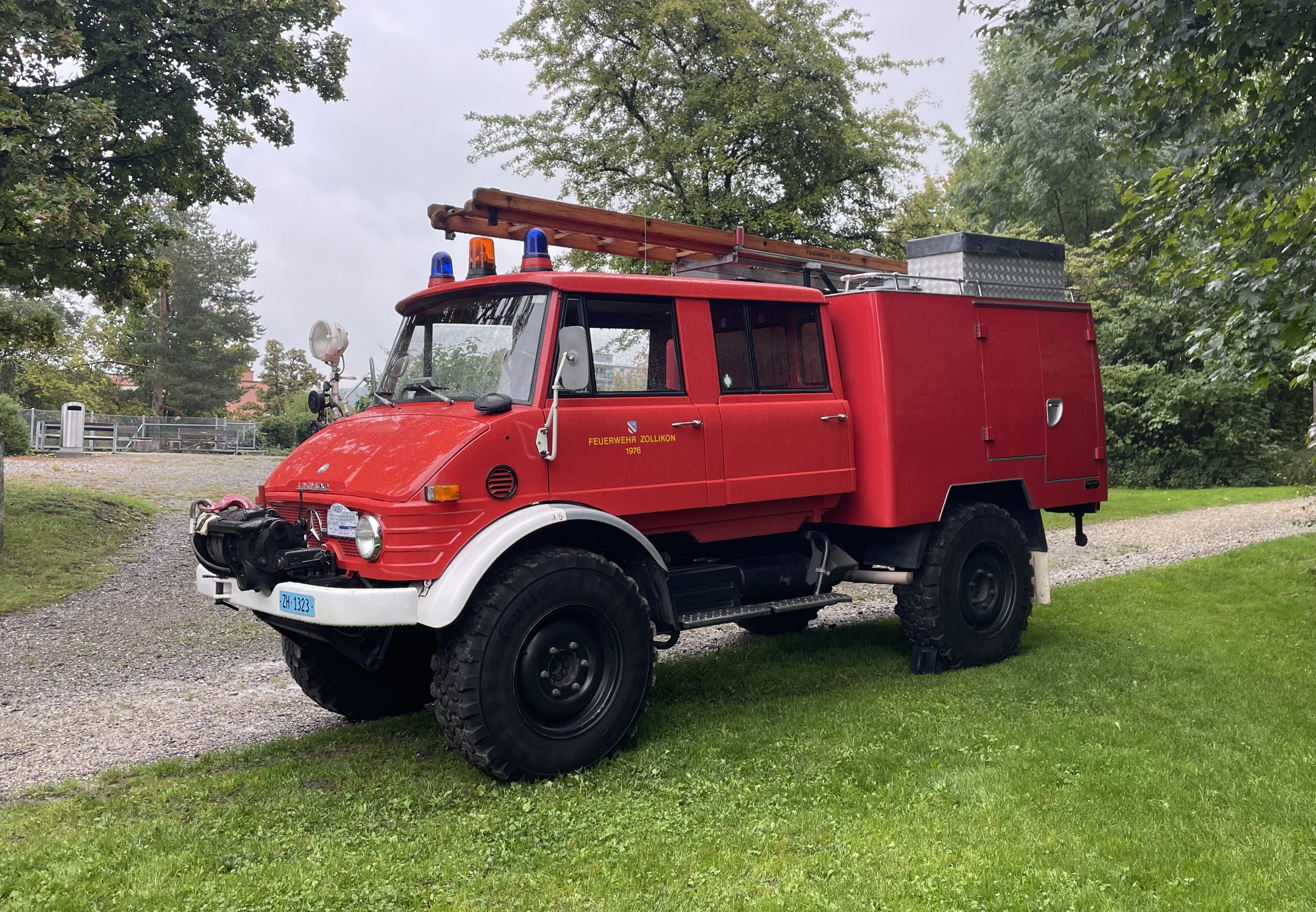
1976: Modell 416 als Tanklöschfahrzeug

Ursprünglich war der Unimog in Lkw-Grün lackiert (DB 6277), etwa 70 % aller je gebauten Unimogs haben diese Farbe. Insgesamt gab es in den 1970er Jahren sechs verschiedene Farben serienmäßig für den Unimog. Andere Farben waren auf Wunsch erhältlich.

### Serienmäßige Farben
| Lkw-Grün (DB 6277) | Saftgrün (DB 6821) | Lkw-Grau (DB 7187) | Tieforange (DB 2603) (RAL 2011) | Ambragelb (DB 1624) | Currygelb (DB 1600) (RAL 1027) |

### Sonderfarben
| Braunbeige (DB 1448) (RAL 1011) | Gelborange (DB 2550) (RAL 2000) | Feuerrot (DB 3534) (RAL 3000) | Rotorange (DB 2553) (RAL 2001) | Enzianblau (DB 5361) (RAL 5010) | Moosgrün (DB 6294) (RAL 6005) | Kieselgrau (DB 7701) (RAL 7032) | Grauweiß (DB 9136) (RAL 9002) |

## Technische Daten

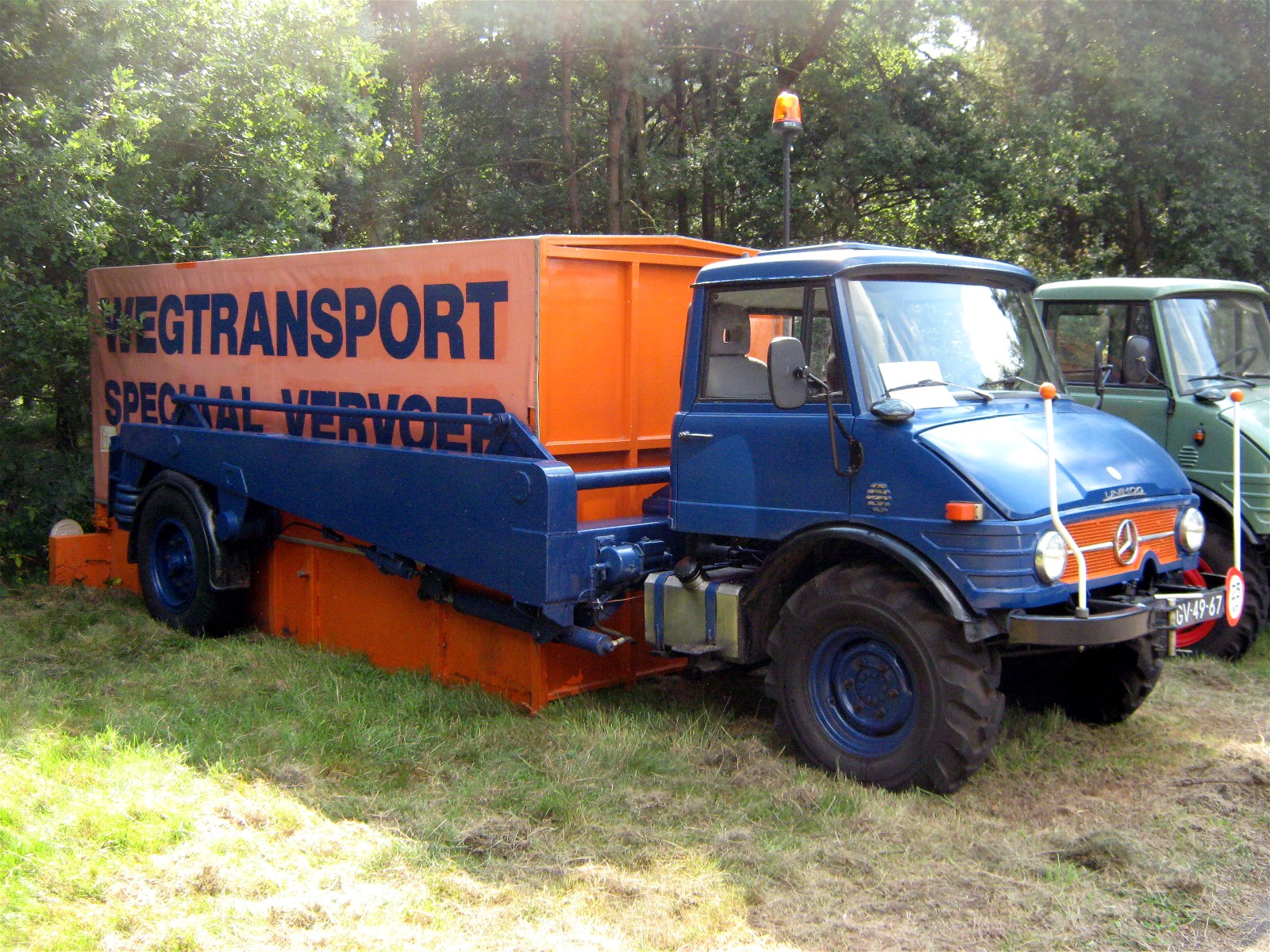
Triebkopf 406.131, von externem Unternehmen fertiggestellt:
Lediglich den vorderen Teil des Fahrzeugs baute Daimler-Benz.

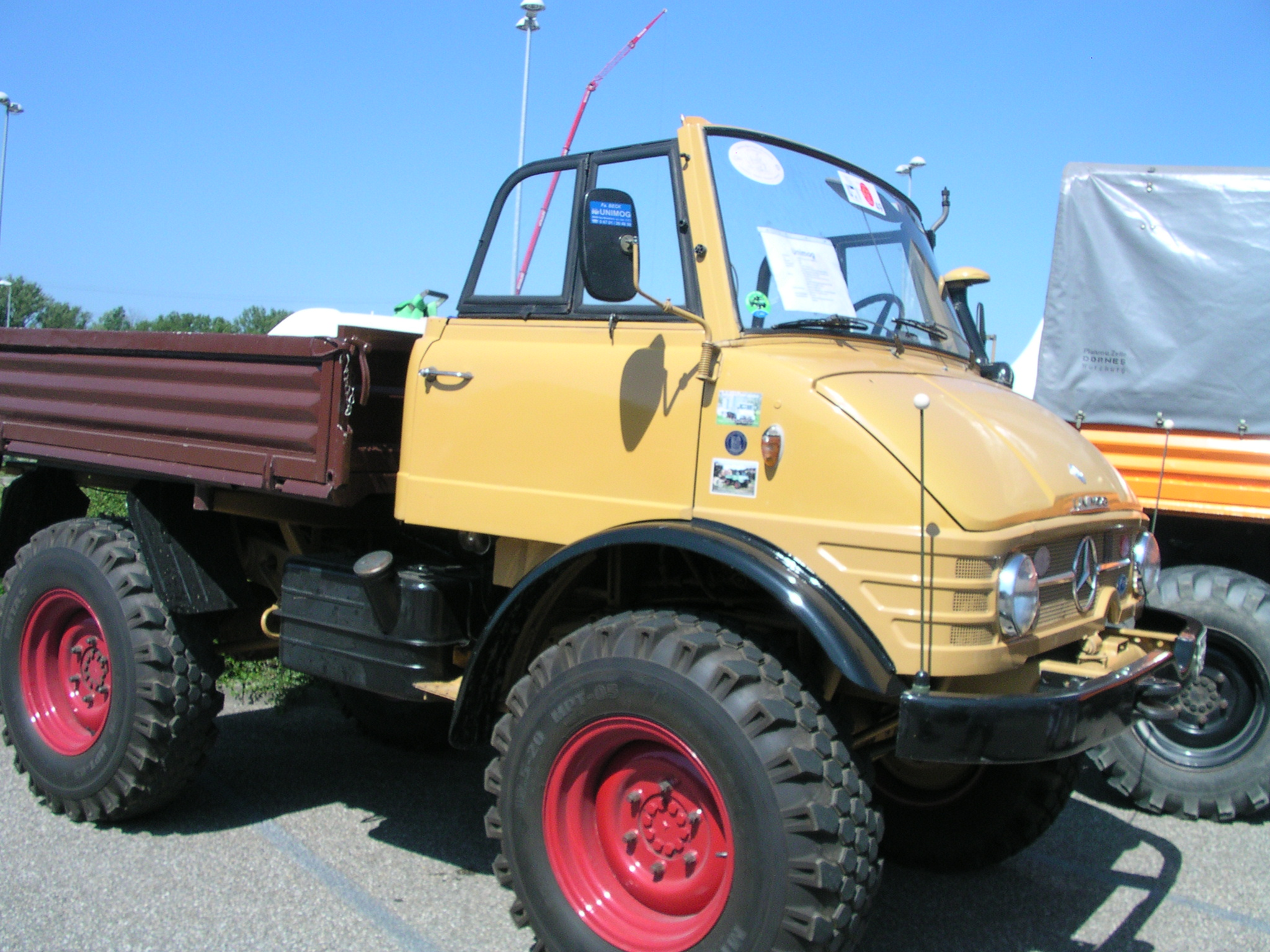
406.120, Baujahr 1966:
Dieses Fahrzeug hat bereits die 1966 eingeführte abnehmbare Motorhaube, aber noch die alten Lüftungsgitter für Lüftung und Heizung neben den Scheinwerfern. Markant ist die gewölbte und nicht klappbare Windschutzscheibe, die beim Baumuster 406.120 bis ins Jahr 1969 beibehalten wurde. Auch ist hier noch kein Überrollbügel eingebaut.

| Kenngrößen                  | U 65                                                                 | U 65                                                                 | U 70                                                                 | U 80                                                                 | U 84/U 900                                                           |
| --------------------------- | -------------------------------------------------------------------- | -------------------------------------------------------------------- | -------------------------------------------------------------------- | -------------------------------------------------------------------- | -------------------------------------------------------------------- |
| Baujahre                    | 1963–1964                                                            | 1964–1966                                                            | 1966–1968                                                            | 1969–1971                                                            | 1971–1989                                                            |
| Masse                       | 2650 kg                                                              | 2650 kg                                                              | 3100 kg                                                              | 3100 kg                                                              | 3600 kg                                                              |
| Länge                       | 4000 mm                                                              | 4000 mm                                                              | 4100 mm                                                              | 4100 mm                                                              | 4160 mm                                                              |
| Breite                      | 2000 mm                                                              | 2000 mm                                                              | 2030 mm                                                              | 2030 mm                                                              | 2130 mm                                                              |
| Höhe                        | 2250 mm                                                              | 2250 mm                                                              | 2330 mm                                                              | 2330 mm                                                              | 2325 mm                                                              |
| Radstand                    | 2380 mm                                                              | 2380 mm                                                              | 2380 mm                                                              | 2380 mm                                                              | 2380 mm                                                              |
| Spurweite                   | 1536 mm                                                              | 1536 mm                                                              | 1536 mm                                                              | 1536 mm                                                              | 1555 mm                                                              |
| Ladeflächenlänge            | 1950 mm                                                              | 1950 mm                                                              | 1950 mm                                                              | 1950 mm                                                              | 1950 mm                                                              |
| Ladeflächenbreite           | 1890 mm                                                              | 1890 mm                                                              | 1890 mm                                                              | 1890 mm                                                              | 1890 mm                                                              |
| Ladeflächenbordwandhöhe     | 400 mm                                                               | 400 mm                                                               | 400 mm                                                               | 400 mm                                                               | 400 mm                                                               |
| Reifen                      | 10–20″ (12,5–20″)                                                    | 10–20″ (12,5–20″)                                                    | 10,5–20″ (12,5–20″)                                                  | 10,5–20″ (12,5–20″)                                                  | 10,5–20″ (12,5–20″)                                                  |
| Motorbaumuster              | OM 312.954                                                           | OM 352.919                                                           | OM 352.902                                                           | OM 353.902                                                           | OM 353.902                                                           |
| Motorbauart                 | Freisaugender Reihensechszylinderdieselmotor mit Flüssigkeitskühlung | Freisaugender Reihensechszylinderdieselmotor mit Flüssigkeitskühlung | Freisaugender Reihensechszylinderdieselmotor mit Flüssigkeitskühlung | Freisaugender Reihensechszylinderdieselmotor mit Flüssigkeitskühlung | Freisaugender Reihensechszylinderdieselmotor mit Flüssigkeitskühlung |
| Gemischaufbereitung         | Vorkammereinspritzung                                                | Direkteinspritzung                                                   | Direkteinspritzung                                                   | Direkteinspritzung                                                   | Direkteinspritzung                                                   |
| Hubraum                     | 4580 cm³                                                             | 5675 cm³                                                             | 5675 cm³                                                             | 5675 cm³                                                             | 5675 cm³                                                             |
| Bohrung × Hub               | 90 mm × 120 mm                                                       | 97 mm × 128 mm                                                       | 97 mm × 128 mm                                                       | 97 mm × 128 mm                                                       | 97 mm × 128 mm                                                       |
| Nennleistung (DIN 70020)    | 48 kW (65 PS) bei 2550 min−1                                         | 48 kW (65 PS) bei 2550 min−1                                         | 51,5 kW (70 PS) bei 2550 min−1                                       | 59 kW (80 PS) bei 2550 min−1                                         | 62 kW (84 PS) bei 2550 min−1                                         |
| Max. Drehmoment (DIN 70020) | 210 N·m bei ?                                                        | 232 N·m bei ?                                                        | 240 N·m bei ?                                                        | 254 N·m bei ?                                                        | 270 N·m bei ?                                                        |
| Höchstgeschwindigkeit       | 65 km/h                                                              | 65 km/h                                                              | 65 km/h                                                              | 71 km/h                                                              | 79 km/h                                                              |
| Quelle                      | [ 36 ]                                                               | [ 36 ]                                                               | [ 36 ]                                                               | [ 36 ]                                                               | [ 36 ]                                                               |

## Stückzahlen
37.069 Serienfahrzeuge, einschließlich 100 Vorserienfahrzeugen, eines Ausstellungsstücks, mindestens zwei fahrbereiter Prototypen 1961 und 1962 und eines weiteren fahrbereiten Prototyps im September 1969, wurden vom Unimog 406 gebaut.
| Jahr | Anzahl                                                    |
| ---- | --------------------------------------------------------- |
| 1962 | Mindestens 2 fahrbereite Prototypen + 1 Ausstellungsstück |
| 1963 | 801 inkl. 100 Vorserienmodelle                            |
| 1964 | 2044                                                      |
| 1965 | 1977                                                      |
| 1966 | 2022                                                      |
| 1967 | 1078                                                      |
| 1968 | 1825                                                      |
| 1969 | 2321 + 1 Prototyp                                         |
| 1970 | 3044                                                      |
| 1971 | 2737                                                      |
| 1972 | 1963                                                      |
| 1973 | 2643                                                      |
| 1974 | 2603                                                      |
| 1975 | 2466                                                      |
| 1976 | 1690                                                      |
| 1977 | 1304                                                      |
| 1978 | 1421                                                      |
| 1979 | 1334                                                      |
| 1980 | 941                                                       |
| 1981 | 608                                                       |
| 1982 | 505                                                       |
| 1983 | 471                                                       |
| 1984 | 331                                                       |
| 1985 | 326                                                       |
| 1986 | 298                                                       |
| 1987 | 233                                                       |
| 1988 | 81                                                        |
| 1989 | 3                                                         |

## Leistungssteigerungen
Der Dieselmotor OM 352 erbrachte in seiner Ursprungsversion aus dem Jahr 1963 eine Leistung von 93 kW und lieferte ein maximales Drehmoment von 353 N·m, später wurde die Leistung geringfügig auf 96 kW angehoben, das Drehmoment stieg auf 363 N·m. Der Unimog jedoch erhielt eine leistungsreduzierte Variante dieses Motors. Die ungedrosselten und leistungsgesteigerten Versionen dieses Motors wurden nie für den Unimog 406 angeboten, weil das Getriebe lediglich für ein Eingangsdrehmoment von 264,8 N·m (27 kp·m) ausgelegt ist. Um die Leistung des Unimogmotors auf 96 kW steigern zu können, müssen vorher Kupplung und Getriebe entsprechend modifiziert werden, um Schäden zu vermeiden. Der Motor benötigt einen Papierluftfilter statt des Ölbadluftfilters, einen neuen Ölfilter sowie eine andere Einspritzpumpe, da die serienmäßige Einspritzpumpe sich nicht auf die erhöhte Motorleistung einstellen lässt.